# Tom McMillen

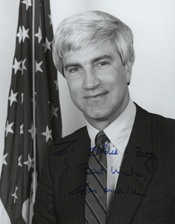
Tom McMillen

Charles Thomas "Tom" McMillen, född 26 maj 1952 i Elmira, New York, är en amerikansk före detta basketspelare och politiker. Han började sin professionella karriär i Italien och avslutade den i Washington Bullets i NBA.

## Landslagskarriär
Tom McMillen var med och tog OS-silver i basket 1972 i München. Detta var USA:s första silver tillika första förlorade guldmedalj i herrbasket i olympiska sommarspelen.